# Лермонтово (Армения)
Лермонтово — село в Лорийской области Армении.

## География
Село расположено на реке Тандзут, в 13 км к юго-востоку от города Ванадзор.

## История
Село Воскресеновка образовано в 1844 г. русскими переселенцами-молоканами из Моршанского уезда Тамбовской губернии. Позже подселились молокане из Саратовской губернии. 

## Население
| Население | 2001 | 2011 | 2023 |
| --------- | ---- | ---- | ---- |
| человек   | 415  | 791  | 912  |